# Keskijärvi (sjö i Vaala, Norra Österbotten)
Keskijärvi är en sjö i Finland. Den ligger i kommunen Vaala i landskapet Norra Österbotten, i den centrala delen av landet, 500 km norr om huvudstaden Helsingfors. Keskijärvi ligger 110 meter över havet. Arean är 49,1 hektar och strandlinjen är 3,8 kilometer lång. Sjön  ingår i Uleälvens huvudavrinningsområde.   
I övrigt finns följande i Keskijärvi:
- Kalliosaari (en ö)